# Wu-Nunatak
Der Wu-Nunatak ist ein Nunatak im ostantarktischen Viktorialand. Er ragt 13 km nordnordwestlich des Mount Weihaupt in der Gruppe der Outback-Nunatakker auf.
Der United States Geological Survey kartierte ihn anhand eigener Vermessungen und Luftaufnahmen der United States Navy aus den Jahren von 1959 bis 1964. Das Advisory Committee on Antarctic Names benannte ihn 1970 nach Tien Hsing Wu (* 1923), Glaziologe auf der McMurdo-Station zwischen 1966 und 1967.